# 薩利內河
42°32′N 14°09′E / 42.533°N 14.150°E
薩利內河是意大利的河流，發源自伊索拉德爾格蘭薩索迪塔利亞以東，流經泰拉莫省和佩斯卡拉省，最終在蒙特西爾瓦諾附近注入亞得里亞海。